# Márkháza
Márkháza – wieś i gmina w północnej części Węgier, w pobliżu niewielkiego miasta Bátonyterenye. Miejscowość leży na obszarze Średniogórza Północnowęgierskiego, kilkanaście kilometrów od granicy ze Słowacją. Administracyjnie należy do powiatu Bátonyterenye, wchodzącego w skład komitatu Nógrád.
Gmina Márkháza liczy 236 mieszkańców (2009) i zajmuje obszar 6,31 km².